# 4-甲氧基过氧苯甲酸
4-甲氧基过氧苯甲酸是一种有机化合物，化学式为C8H8O4。它可由4-甲氧基苯甲酰氯和过氧化氢在0 °C于二氯甲烷中反应制得。或先由4-甲氧基苯甲酰氯和二乙基磷酸银反应，得到O-(4-甲氧基苯甲酰基)磷酸二乙酯，再在酸催化下和过氧化氢反应制得。它和苯甲酰氯反应，可以得到4-甲氧基过氧化苯甲酰。